# Dorombolás

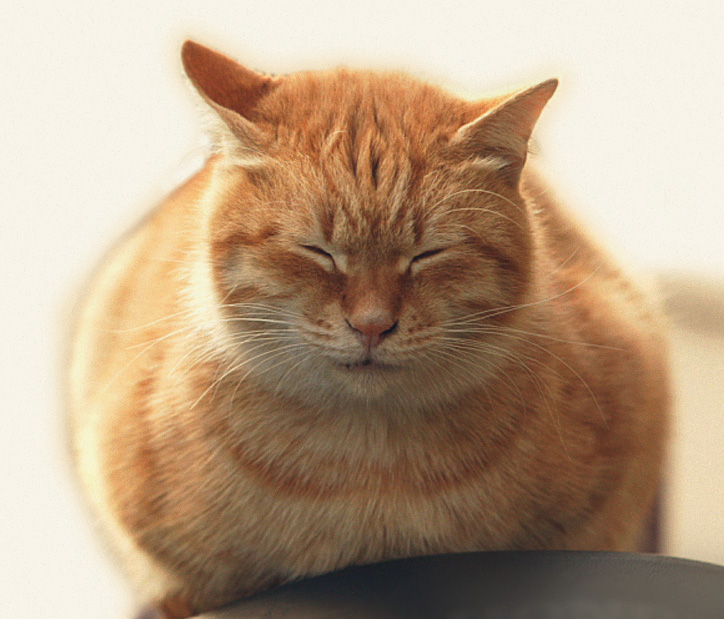
Macska

A dorombolás a macskafélék, különösképpen macskák, és leginkább a házi-, vagy fogságban élő macskák jellegzetes tulajdonsága, berregő-vibráló, 25 és 150 Hz közé eső frekvenciájú hangjelzés, mely általában az állat elégedettségét jelzi.
Dorombolásra képes állatok: macska, gepárd, nyúl, mókus, hiéna, tengerimalac, gorilla, róka, medve.

## Használata
A macskák általában akkor dorombolnak, ha boldogok, elégedettek, de sokszor ellenkező esetben is, a dorombolás nyugtató hatása miatt. A nőstény macska dorombol fialáskor, és később dorombolva „beszélget” kicsinyeivel.
Az anyamacska dorombolása ráadásul megnyugtatja a kölyköket, amelyek együtt maradnak a vackukban. A fiatal példányok születésüktől fogva tudnak dorombolni, valószínűleg azért alakult ki ez a képességük, mert jelentősen elősegíti az életben maradásukat.

## Keletkezése

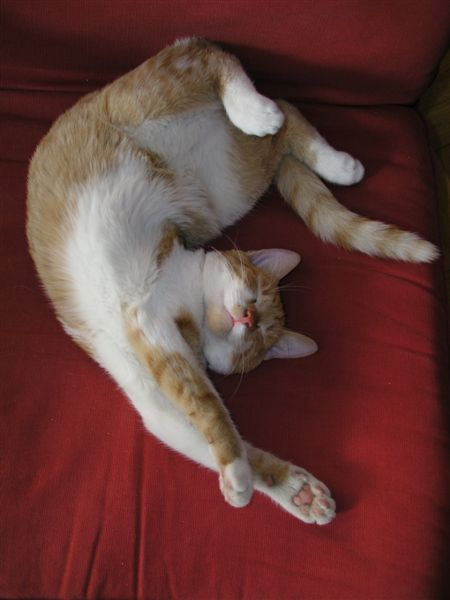
A dorombolás elégedettséget is jelent

A legvalószínűbb, és általánosságban elfogadott elmélet, hogy a hang az állat gégéjében jön létre, a hangszalagok ritmikus megfeszítésével és elernyesztésével. Az agy a hangszalagokhoz futó idegekkel üzenetet küld, amelynek hatására a szalagok másodpercenként hússzor-harmincszor is megfeszülnek, majd elernyednek. Mivel az agy ezeket az üzeneteket a be- és kilélegzés során is folyamatosan küldi, a doromboló hangot folyamatosnak érzékeljük. Nem csak a Felis nembe tartozó macskák dorombolnak, e furcsa hangra többek között képes a hiúz, a puma és a gepárd is. Más nagymacskák, például az oroszlán, a leopárd vagy a jaguár viszont a finom rezegtetés helyett inkább kieresztik a hangjukat, és nagyot bömbölnek. A hópárduc átmenetet képez a kismacskák és a nagymacskák között, mivel nem tud dorombolni, mint a kismacskák, és nem tud ordítani, mint a nagymacskák. Ez az állat tigris-pöfögéshez hasonló hanggal fejezi ki örömét.
A dorombolás alapfrekvenciája három macskafaj esetén pontosan 25 vagy 50 Hz. Egyúttal ez a leghatásosabb frekvencia a csontnövekedésre és a csonttörések gyógyulására. Minden macskaféle dorombolásának frekvenciája a 20-140 Hz tartományba esik. A gepárd kivételével minden macskaféle domináns frekvenciája 50 Hz. Három macskaféle dorombolásának felharmonikus frekvenciája 120±2 Hz. Úgy találták, hogy ez a frekvencia a legelőnyösebb az ínszalag sérülésének gyógyulásához.

## Hatása
A dorombolás egyes vélemények szerint biomechanikus gyógyító mechanizmus.
1976-os orvosi feljegyzések azt igazolják, hogy a macskák a vártnál gyorsabban gyógyulnak fel a magasból való leesés során szerzett sérüléseikből. 132 eset alapján a zuhanások átlagos magassága 5,5 emelet volt, és a macskák súlyos sérüléseket szenvedtek el. A macskák 90%-a túlélte a zuhanást. A legnagyobb magasság, ahonnan macska leesett és túlélte, 45 emelet volt.
Kutatások szerint az operációk után a házi macskák esetén kevésbé alakulnak ki komplikációk (például kutyákkal összehasonlítva).
1996-ban Dr. Clinton Rubin és munkatársai azt találták, hogy kis erősségű, 20-50 Hz közötti frekvencia növelte a vastag bordák csontsűrűségét. Egy kutatásban baromfikat napi húsz percig vibráló felületre helyeztek, és azt találták, hogy a csontozatuk erősebb lett.
Egy másik kutatásban kis erősségű, alacsony frekvencia alkalmazása elősegítette sérült inak és izmok gyógyulását.  50-150 Hz közötti vibráció az esetek 82%-ában csökkentette a páciensek fájdalomérzetét, akik akut vagy krónikus eredetű fájdalomban szenvedtek.
1999-ben M. Falempin és S.F. In-Albon felfedezte, hogy 120 Hz-es mechanikus vibráció csökkentette az ínsorvadást.
Az orosz sportorvoslásban 18-35 Hz közötti mechanikus rezgést alkalmaznak, ami elősegíti a feszült izmok ellazulását és növeli az inak nyújthatóságát.
Összefoglalva: a 20-140 Hz frekvenciájú rezgéseknek gyógyító hatása van csontnövekedés, csonttörés, fájdalom, gyulladás, sebgyógyulás, izomnövekedés, ínsérülés, ízületek mozgathatósága esetén.
A fentiek egy tudományos kutatás laikusok számára összeállított változatának megállapításai, ami jelenleg még további vizsgálatokat igénylő hipotézis. Mivel a kutatások még tartanak, és a hipotézis még nincs bizonyítva (kivéve a hivatkozott kutatásokat és a macska dorombolásának gyakoriságát), nem tekinthető állatorvosi vagy orvosi tanácsnak.

## A dorombolás mint zene
A doromb aerofon típusú hangszer. A játékos ennek keretét a kissé szétnyitott ajkaihoz nyomja, kezével pedig a rugó kiálló végét pengeti. A hangszer egy alaphangon szól, melynek felharmonikusait a játékos szájürege erősíti fel, mozgatva ajkait így dallamot képezve. Dallam- és ritmushangszerként egyaránt használható, a macskáéhoz hasonló doromboló hangot ad.

## További információ
- Embert manipuláló macskadorombolás (Népszabadság, 2009. július 14.)